# 印尼電影資料館

印尼電影資料館標誌

印尼電影資料館（簡稱Sinematek）是一座位於印度尼西亞（印尼）雅加達的電影資料館。該館於1975年由米斯巴赫·尤薩·比蘭和阿斯魯爾·沙尼創立，是東南亞首座電影資料館，也是印尼唯一一座電影資料館。印尼電影資料收藏了大約2700部電影，當中大部分都是印尼電影；此外該館也收藏了不少參考文獻。自2001年起，該館一直未能籌措足夠的經費。

## 簡介
由烏斯瑪爾·伊斯邁耳基金會管理的印尼電影資料館位於樓高五層的哈芝·烏斯瑪爾·伊斯邁耳中心，該中心位於雅加達南區古寧安拉蘇納·沙伊德街。該館自1977年起遷入現址。電影資料館的辦事處位於哈芝·烏斯瑪爾·伊斯邁耳中心的四樓，以電影與電影史為主題的圖書館位於五樓，而佔地100-平方（1,100-平方英尺）的電影儲存庫則位於地庫。電影資料館會把部分館藏外借出去，而它的訪客則以學者和大學學生為主。該館設有可以容納150名觀眾的放映室和可以容納500名觀眾的影院，訪客可以在此觀賞該館收藏的電影。
截至2014年3月，電影資料館藏有2714部影片，其中大部分都是印尼電影，其餘館藏尚包括幾套外國紀錄片。該館藏有84卷黑白電影負片和548卷彩色電影負片。電影資料館還藏有超過15,000份參考文獻，當中很多文獻都很難在其他地方找到；這些文獻包括剪報、劇本、書籍和政府法規。該館還收藏了電影海報和與電影有關的器材。

## 歷史

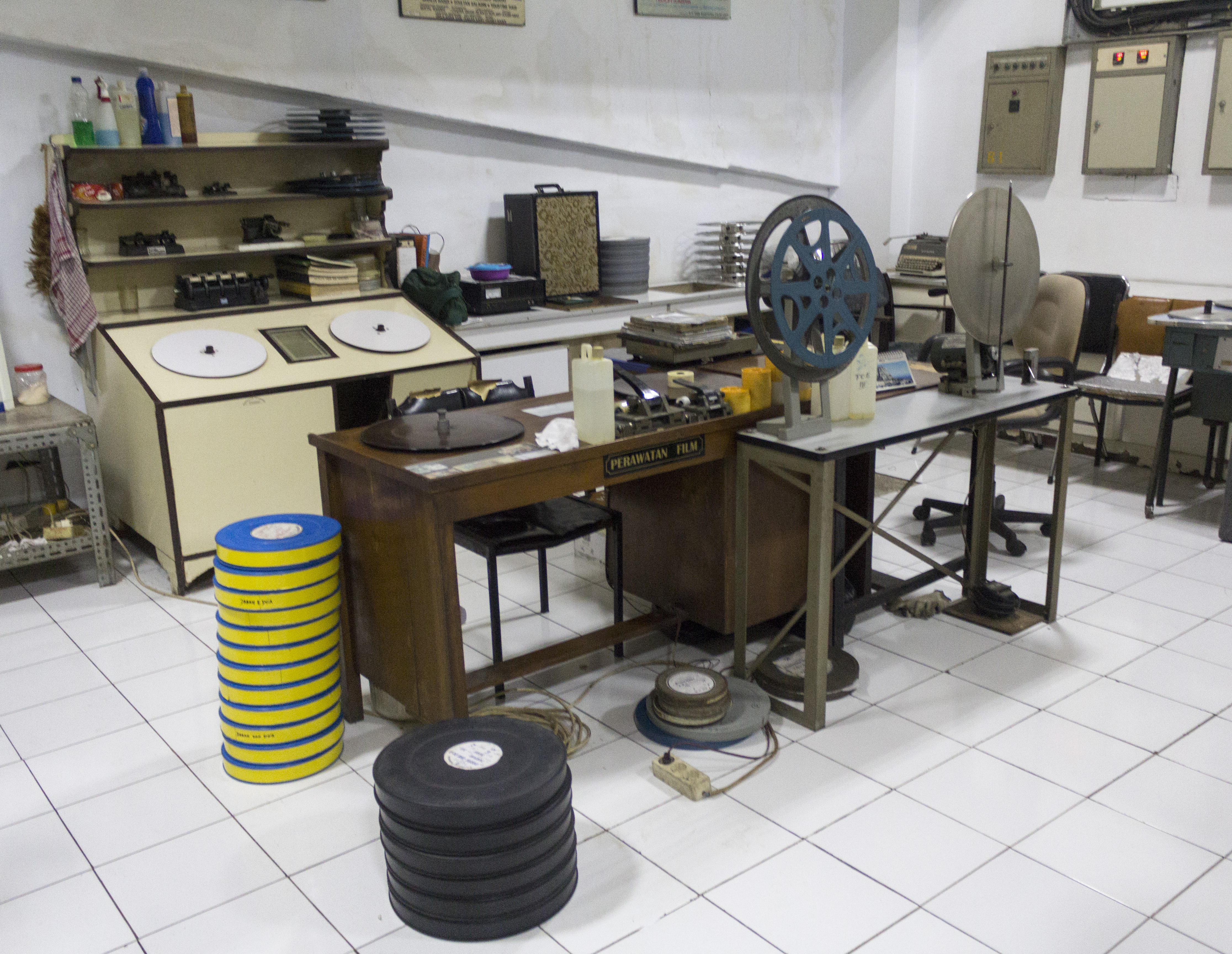
印尼電影資料館的電影修復室

印尼電影資料館在1975年10月20日成立，創辦人是前電影導演、紀錄片製片人米斯巴赫·尤薩·比蘭和編劇阿斯魯爾·沙尼。在此之前，比蘭就意識到當地不少電影散佚不存，以及電影保存工作不充分的問題，因此於1971年在雅加達藝術學院成立文獻中心，收藏電影文獻。本館的原型是比蘭在荷蘭參觀過的電影檔案館，印尼文名稱則來源於法國電影園。
印尼電影資料館是東南亞第一座電影檔案館，也是印尼唯一一座電影檔案館，建館計劃獲得雅加達省長阿里·沙迪京的支持，沙迪京還說服新聞部撥款支持電影資料館的運作。本館的館藏包括公眾捐贈的影片，也包括製片人和流動影院東主賣給資料館的電影。電影資料館在1977年加入国际电影资料馆联合会，至1995年（一說2001年）成為烏斯瑪爾·伊斯邁耳基金會的附屬組織。
蘇哈托下台後，外國不再向電影資料館提供資金，印尼中央政府也在2001年頒布法令，禁止所有非牟利組織（包括資料館）接受政府資助。結果，電影資料館每月只能從基金會和國家電影委員會接收1700萬盾（當時相當於2000美元）的資助，資金嚴重不足，甚至交不起國際電影資料館聯合會的會費。基金會曾計劃把館址出租，供公眾舉行活動、放映會或表演，嘗試為資料館集資，解決財政問題，但是沒有成功。這個問題大大減緩了資料館的工作進度，所以比蘭說，這個機構「已經陷入昏迷」。
截至2014年，電影資料館需要耗資200萬盾（17,200美元）來維護電影，但實際上的維護開支只有100萬盾，此外還需要向17名僱員發放每月100萬盾（約120美元）的薪金，因此該館未能完成某些必要的維護工作，也沒有解決沒有解決資金短缺的問題。地庫的儲存庫設有適當的溫、濕度控制，但是燈光昏暗，採光不良，某些地方甚至被霉菌覆蓋。雖然印尼政府已經預留資金，為電影資料館建設新大廈，不過資料館的員工認為，如果資料館的維護工作沒有資金支持，這項工程就沒有意義可言。
資料館收藏的一些底片早已損壞，需要使用外國組織的資金，在外國完成修復工作，以導演烏斯瑪爾·伊斯邁耳在1954年拍攝的《戒嚴夜》為例，修復人員需要還原褪色的影像，同時去除背景噪音。資料館還把伊斯邁耳另一部作品《閃亮三姊妹》（1958年）送到荷蘭進行修復工程。2012年6月，《戒嚴夜》的修復版在影院上映，資料館也趁機啟動「電影資料館之友」（Sahabat Sinematek）計劃，推廣印尼電影的保存、修復工作。

## 腳註
1. 1 2 3 4 5  Saraswati 2001, Jakarta film archive.
2. 1 2 3  Sinematek, Profil Sinematek.
3. 1 2 3 4 5 6 7 8 9  Setiawati 2012, Sinematek: A struggling home.
4. 1 2 3 4  Elyda 2014, City to take over.
5. 1 2 3 4  Pasaribu 2012, Restoring film history.
6. 1 2 3 4 5 6  Jakarta Post 2012, Jakarta's film archive.
7. 1 2 3  Lutfia 2012, Film Center.
8. ↑  Krismantari 2012, In memoriam : Cinema legend.
9. ↑  Sembiring 2009, Saving Indonesian Cinema Treasures.
10. 1 2  Siregar 2012, Restoring an Indonesian.
11. ↑  Goan 2012, The Thinker.

## 外部連結
- 官方网站